# Chickens Come Home
Chickens Come Home is een korte film van Laurel en Hardy uit 1931. Het is een remake van Love 'Em Weep.

## Verhaal
Oliver is geslaagd zakenman, gelukkig gehuwd en kandidaat voor het burgemeesterschap. Dan verschijnt er opeens een oude vlam op zijn kantoor met een compromitterende foto en er moet geld op tafel komen. Stan moet haar 's avonds bezighouden maar weet niet te voorkomen dat zij naar Olivers huis gaat alwaar hij een belangrijk diner met de rechter heeft. Zij wordt nu als mevrouw Laurel voorgesteld. Om haar weer uit huis te krijgen draagt Oliver de inmiddels flauwgevallen chanteuse op zijn rug de deur uit terwijl zijn gezicht bedekt is door haar mantel. De echte mevrouw Laurel is nu ook gearriveerd en achtervolgt hen met een bijl.

## Rolverdeling
| Acteur              | Personage                        |
| ------------------- | -------------------------------- |
| Stan Laurel         | Mr. Stan Laurel                  |
| Oliver Hardy        | Mr. Oliver Hardy                 |
| Mae Busch           | Ollie's oude vlam                |
| Baldwin Cooke       | Kantoormedewerker                |
| Gordon Douglas      | Voorbijganger buiten appartement |
| Norma Drew          | Mrs. Laurel                      |
| James Finlayson     | Butler                           |
| Elizabeth Forrester | Voorbijganger buiten appartement |
| Charles K. French   | Rechter                          |
| Clara Guiol         | Secretaresse                     |
| Frank Holliday      | Mr. Holliday                     |
| Ham Kinsey          | Mr. Kinsey                       |
| Dorothy Layton      | Kantoormedewerkster              |
| Venice Lloyd        | Kantoormedewerkster              |
| Patsy O'Byrne       | Bemoeial                         |
| Gertrude Pedlar     | Rechter's vrouw                  |
| Frank Rice          | Hardy's ober                     |
| Thelma Todd         | Mrs. Hardy                       |